# Ciocanu, Argeș
Ciocanu este un sat în comuna Dâmbovicioara din județul Argeș, Muntenia, România. Ciocanu este una din primele trei localități din țară în ceea ce privește altitudinea la care sunt situate așezările umane permanente. Din partea sudică a satului - în vârful Ciocanului, se poate admira, în toată splendoarea lor, Masivul Bucegi, Masivul Piatra Craiului, dar și Munții Leaota. Panorama spectaculoasă este completată de o combinație de culori extraordinară. Iarba este de un verde intens, iar cenușiul munților se pierde sub albul zăpezii.
Ceea ce a păstrat intact acest loc e faptul că satul Ciocanu nu a fost atins de marea colectivizare din timpul regimul comunist. Astfel că, după 1990, locuitorii satului Ciocanu erau printre puținii din România cu terenurile și proprietățile rămase intacte și pe vremea comunismului, așa cum le-au moștenit de dinaintea celui de Al Doilea Război Mondial. 

## Denumirea
Denumirea satului, ca nume de deal și de munte, se bazează pe entopicul ciocan - vârf, ridicătură, dâmb, bot de deal, creastă lungă. Entopicul ciocan este derivat din cioc (vârf) cu sufixul an ca și sinonimele sale, colțan din colț, dâlman din dâlmă, grindan din grind, păstrându-se în limbajul local expresia "merg în vârful Ciocanului".
Printre localnici circulă legenda că denumirea satului provine de la faptul că satul avea forma unui ciocan, cu vârful spre comuna Dâmbovicioara, iar astăzi, printre săteni, încă mai umblă vorba „merg în vârful Ciocanului” sau „omul acela stă în Vârful Ciocanului”. Acest „vârf” este o „gâlmă” conică, împădurită până în vârf, denumită Gâlma Danciului. Întrucât păsunile și zonele de pădure s-au modificat în timp, este greu de confirmat în prezent această variantă.

## Așezare geografică

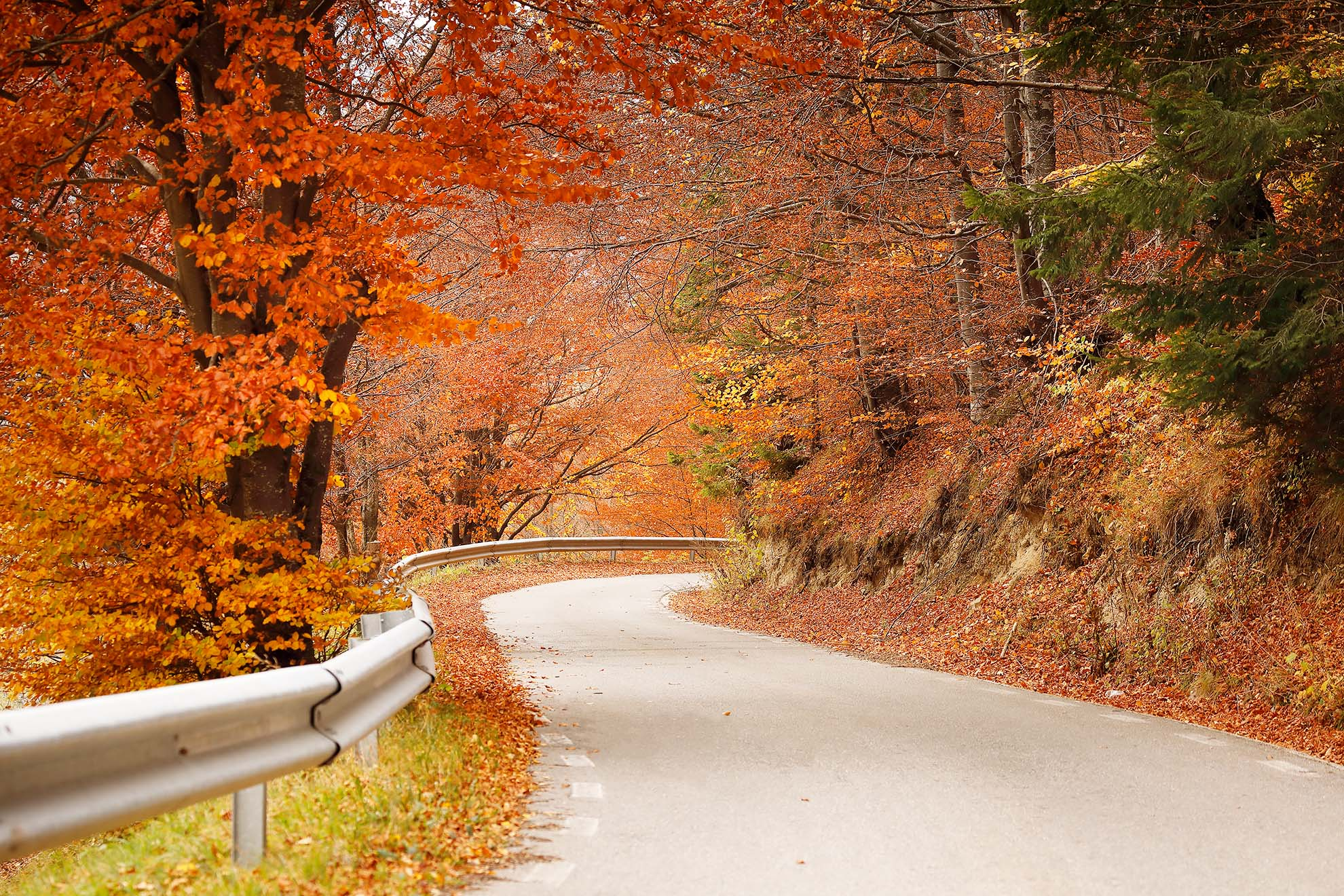
Drumul județean DJ 730 (Sat Ciocanu)

Satul Ciocanu se află la marginea nord-estică a județului Argeș, la limita dintre regiunile istorice Muntenia și Transilvania, la poalele Munților Piatra Craiului, pe culoarul Rucăr-Bran. Este străbătut de DJ 730 care leagă satul Ciocanu (Muntenia) de satul Șirnea (Transilvania).

## Istoric

### Atestare
Printr-o Poruncă din 19 iulie 1421, se întărește stăpânirea asupra muntelui Ciocanu (oronim existent și astăzi). În anul 1526 este atestat antroponimicul Ciocan și stă la baza oiconimului Ciocănești, sat din sudul Mușcelului. Așadar acestea sunt cele mai vechi atestări legate de numele satului Ciocanu.

### Legenda întemeierii
Întemeietorii legendari ai satului Ciocanu sunt Iosif Căciulă, Teche Poponeci și Bucur Stinghe, trei dezertori din oastea Austro-Ungariei care, pe la jumătatea secolului al XIX-lea, au cumpărat de la moșnenii rucăreni toate aceste pământuri. 

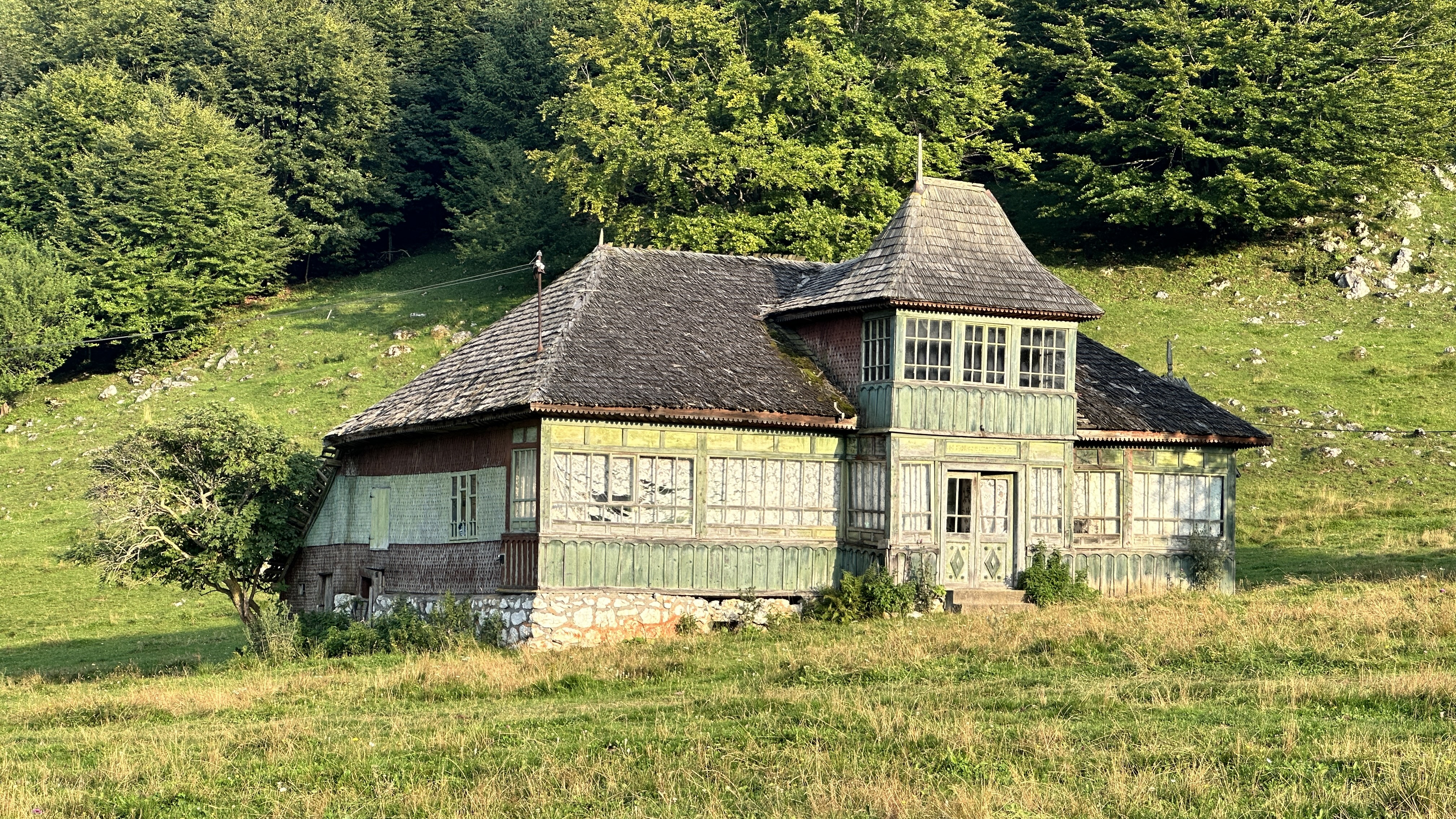
Casă tradițională (abandonată) din satul Ciocanu

### Satul la începutul secolului al XX-lea
Iată cum descrie satul Ciocanu tânărul ofițer Camil Petrescu, cantonat în satul Ciocanu cu compania din care făcea parte, pe linia frontului, la începutul Primului Război Mondial, prin intermediul personajului principal, Ștefan Gheorghidiu, din romanul Ultima noapte de dragoste, întâia noapte de război: „De altfel, nu sunt zece case, toate cu prispă, împrăștiate pe dâmburile acestea mici, acoperite cu pășune, și sunt mai curând legate de casele de dincolo de graniță decât cu cele din țara românească". 
Gospodăriile aveau aspectul unor mici cetăți, compuse din casă, grajduri, crosnie (adăpost pentru oi și lemne), fierbătoare (încăpere în care se prepara brânza), polatre (anexe în care erau depozitate uneltele gospodărești).

### Sat de graniță
Înainte de Marea Unire din anul 1918, între Ciocanu și Șirnea a fost hotarul dintre Regat și Austo-Ungaria, făcând parte din Vama Giuvala, presărată cu pichete de grăniceri. I se mai spunea și „Vama Cucului”, mai mult cu ironie pentru că „cucul nu putea să aibă hotar și le cânta și românilor de-aici și ălora de dincolo”.
Hotarul urma limita estică a satului Ciocanu, un șir de măguri, lipite una de cealaltă, asemeni unui zid format din Gâlmele Rogozei și Țiganului, Mormântul Floricii, Crucea Spărturilor, Gâlma Pietrei Galbene, Colțul Spărturilor și ieșea din sat, pe la Curmătura Groapelor, peste Colții Cojii, până în locul numit La Joaca – sub Piatra Craiului.
Din străvechi acest hotar natural, sub forma unei șei, despărțea triburile trace de agricultori de cele ale păstorilor. În anul 1377, șaua este amintită ca primul punct de vamă peste munți, sub numele de Ruffa Arbor. La sfîrșitul secolului al XVI-lea satul trece în stăpânirea Domnița Florica, fiica lui Mihai Viteazul, cea care la rându-i i-a împroprietărit pe moșnenii rucăreni.

### Luptele de la Ciocanu - Șirnea
Luptele de la Ciocanu - Șirnea au fost unele dintre primele acțiuni desfășurate de Armata României pentru înfăptuirea Marii Uniri din anul 1918. De altfel, în apropiere de această zonă, a căzut la datorie primul militar român - locotenent-colonelul Gheorghe Poenaru-Bordea care era, la acea vreme, locțiitorul comandantului Regimentului 30 Infanterie, unitate de bază a Grupării Bran. Acesta a participat încă din prima noapte de război - 14-15 august 1916 - la acțiunea de capturare a militarilor pichetului inamic de la Vama Giuvala. Gheorghe Poenaru Bordea a căzut eroic la datorie doborât de gloanțe, în momentul în care își îndemna luptătorii la atac. A fost prima jertfă dată de Armata Română în Primul Război Mondial. Alți 30 de militari români au murit în acea noapte.
Spre punctul denumit „Grapele”, aproape de casa lui Iosif Blaj, fostul felcer (asistent medical) al satului Ciocanu, într-un loc care se cheamă „La Cimitir” ar fi murit în 1916 cam tot atâți soldați câți locuitori are satul în zilele noastre.  Pe lângă tranșeele acelea ar fi trecut înainte de război, în automobilul său decapotabil, un așa-zis vânător neamț, pe nume Ghifer. Sub pretextul că pleacă la vânătoare, spionul neamț a fotografiat nestingherit punctele strategice ale armatei române de la șaua Fundăturii, Curmătura Pietrei Craiului până la Plaiul Foii. Pe baza fotografiilor sale s-au putut întocmi hărțile militare ale statului major german din acea vreme. 
În preajma Vamei Giuvala, pe întinsul localităților Fundata, Șirnea, Ciocanu, Podu Dâmboviței există și azi tranșee, ziduri de apărare și cuiburi de mitralieră intacte din Primul Război Mondial. 

## Monumente istorice

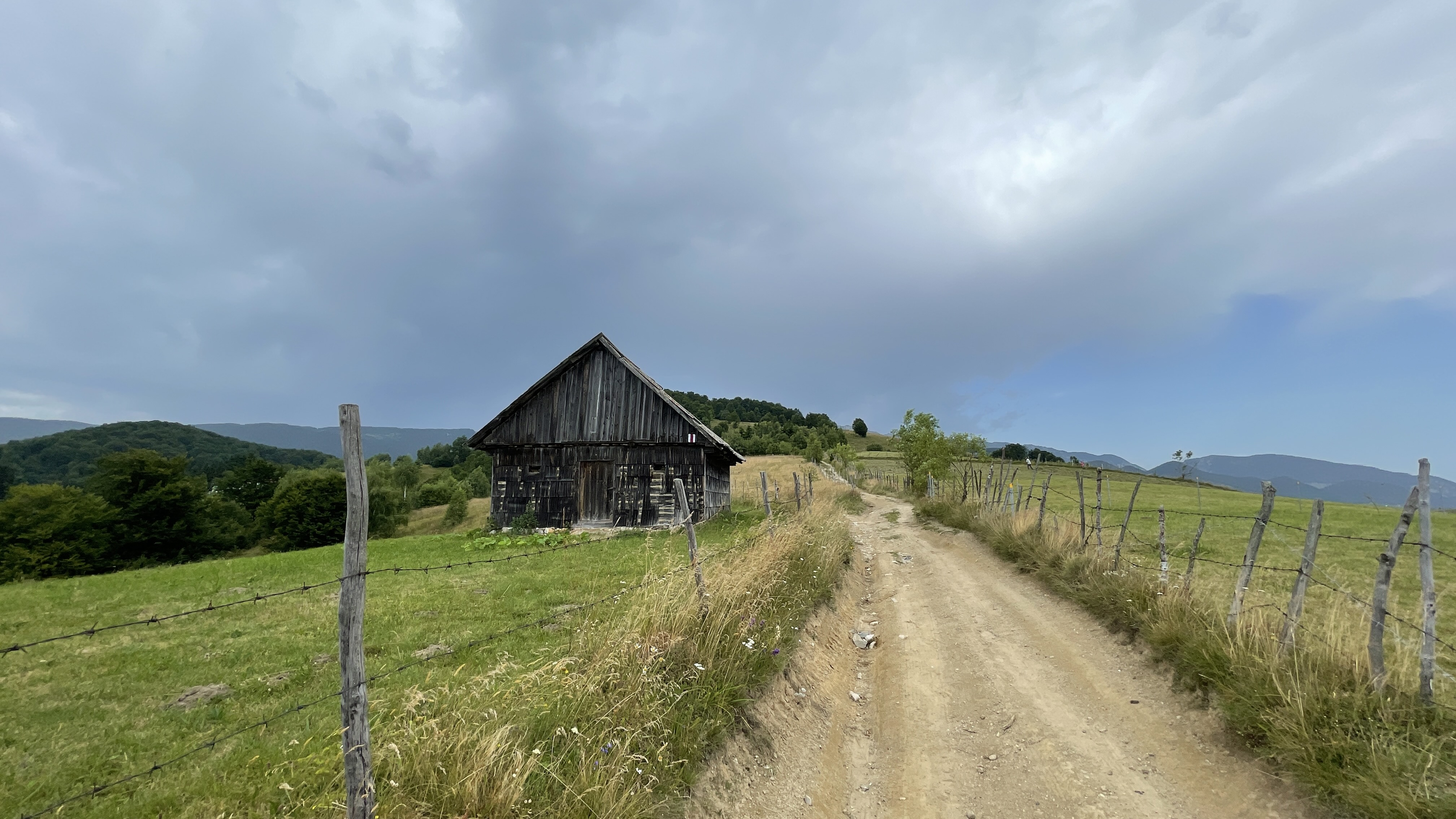
Zona cunoscută sub denumirea ”La Mormântul Florichii” (sat Ciocanu)

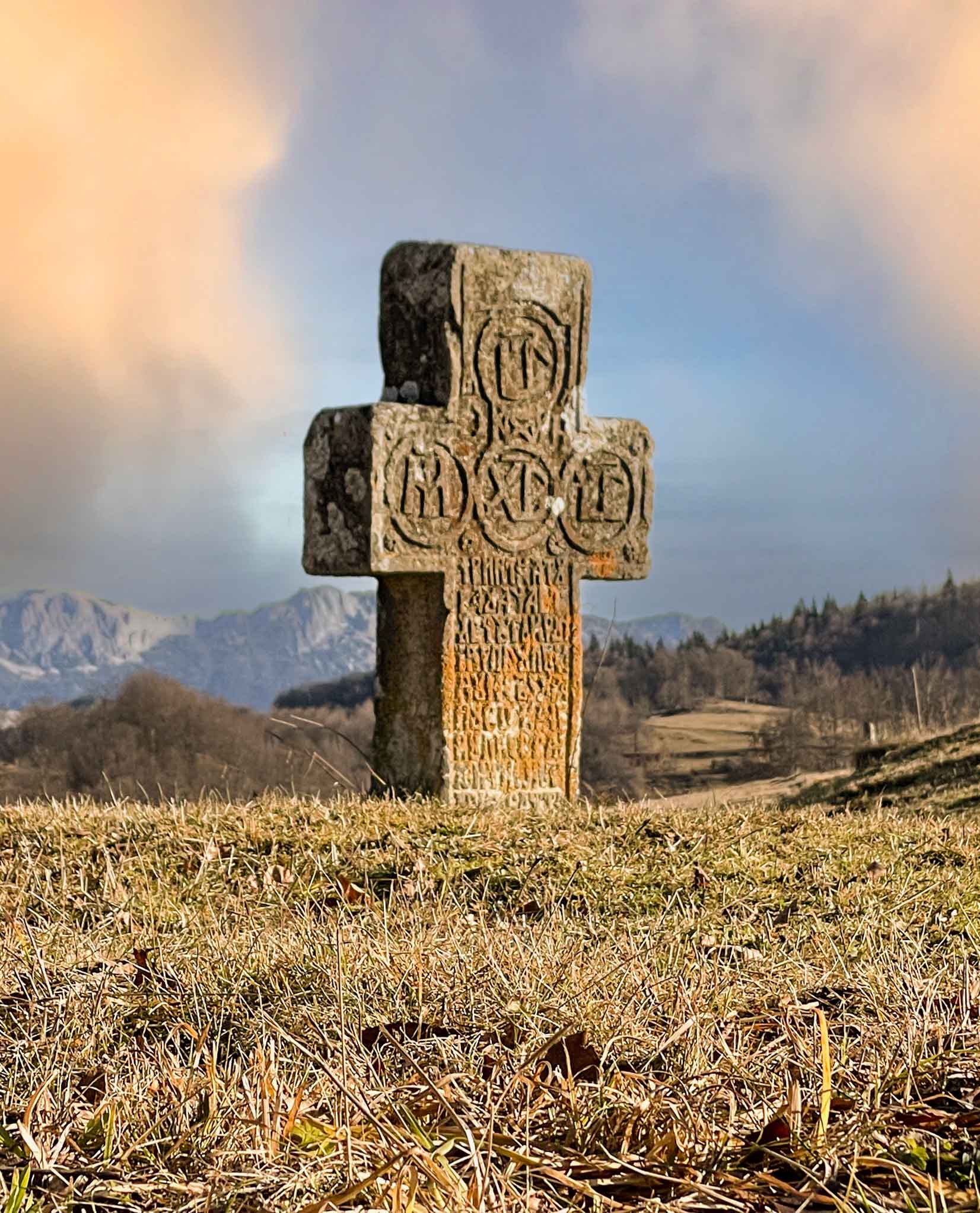
Monument istoric Cruce de piatră din sec. XVIII - în partea de SV a satului Ciocanu, la răscrucea drumului principal cu drumul cimitirului.

La Mormântul Florichii - rămășițele acestui monument funerar reprezintă în prezent un reper pentru pasionații de trasee montane, la limita dintre Șirnea și Ciocanu, fiind semnalat pe hărțile turistice. Există mai multe variante cu privire la însemnătatea acestui monument. Conform relatărilor din anul 2001 ale dascălului Iosif Căciulă din Satul Ciocanu, monumentul are legătură cu Domnița Florica, fiica lui Mihai Viteazul, care la sfârșitul secolului al XVI-lea ia în stăpânire satul Ciocanu, iar ulterior împroprietărește moșnenii rucăreni cu terenuri în zonă. Potrivit altor relatări, Florica ar fi fost de fapt o fată din satul Ciocanu care, pe vremea graniței dintre Regat și Austro-Ungaria, obișnuia să treacă, în mod fraudulos, granița în satul vecin, Șirnea, care era pe teritoriul Austro-Ungariei. Într-o noapte, Florica a fost găsită moartă, în condiții neelucidate, pe scările casei lui Pegu, din apropierea Cârciumii „La Burlacu”, de pe partea Șirnei. Din motive care se pare că ar fi avut legătură cu birocrația din cele două state, dar și din cauză unor eventuale anchete legate de trecerea frauduloasă a graniței de stat, grănicerii nu au permis repatrierea trupului neînsuflețit al Floricăi la Ciocanu, dar au fost de acord să fie înmormântată în imediata apropiere a liniei de demarcație a hotarului, pe partea Regatului. 
Cruce de piatră din sec. XVIII - pe drumul spre Șirnea, inventariată pe Lista monumentelor istorice din județul Argeș.
Cruce de piatră din sec. XVIII - în partea de SV a satului, inventariată pe Lista monumentelor istorice din județul Argeș.

## Geografie

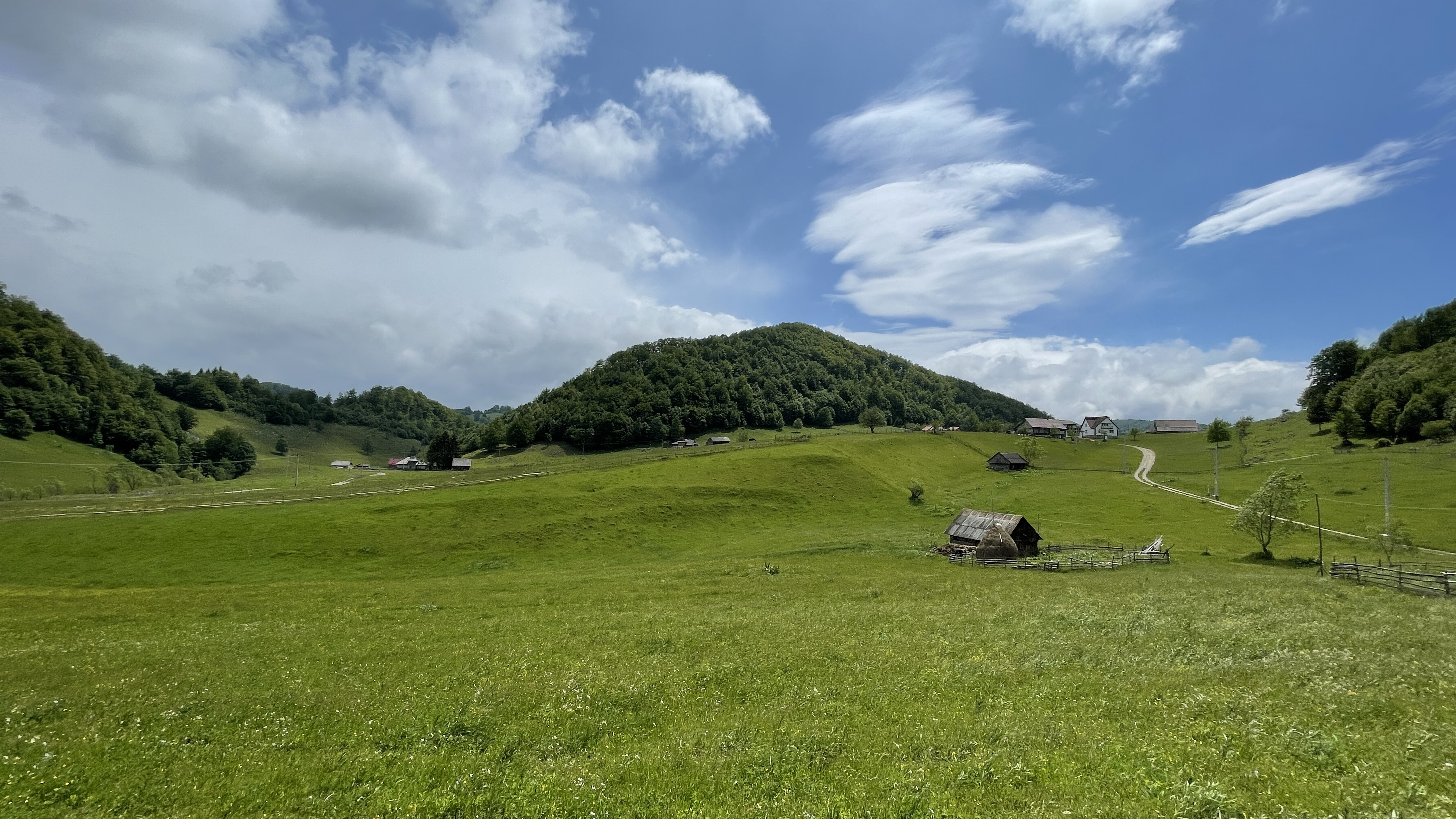
Gâlma Danciului și Valea Ciocanului, Ciocanu, Dâmbovicioara, gâlma din Ciocanu complet împădurită, dând forma unui "vârf de ciocan" de unde ar proveni și denumirea satului Ciocanu.

- Gâlma Danciului și Valea Ciocanului, Ciocanu, Dâmbovicioara, gâlma din Ciocanu complet împădurită, dând forma unui "vârf de ciocan" de unde ar proveni și denumirea satului Ciocanu.Gâlma Danciului (vârf) (1164 m.d.M) cu Valea Ciocanului la poale sunt situate în apropierea satului Ciocanu, în apropierea Vf. Ciocanului, vizibil de la DJ 730, pe partea dreaptă. De asemenea, se află în apropiere de Vf. Rogoazei (Șirnea). Proeminența topografică a Gâlmei Danciului este de 101m. [15]

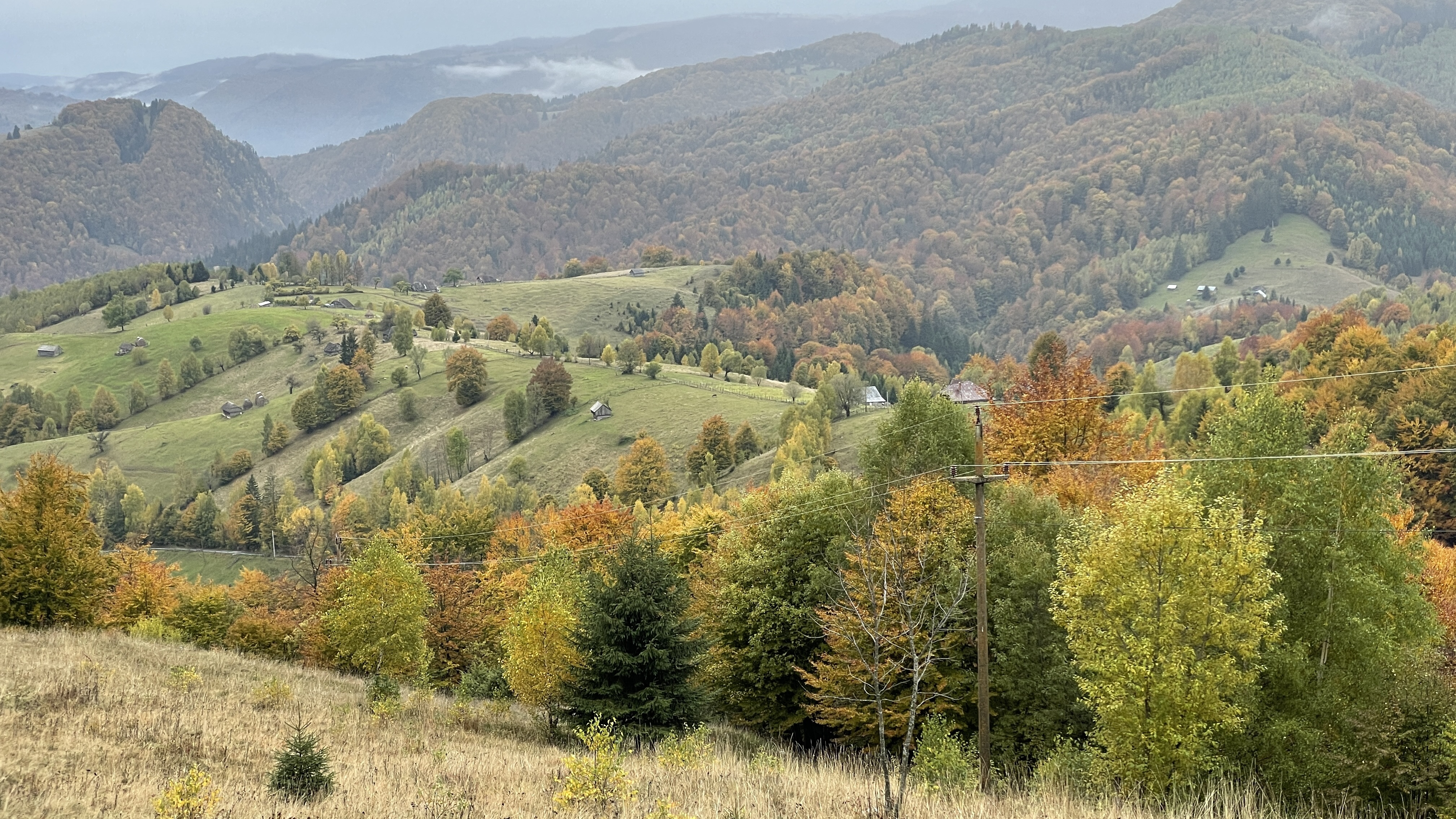
Vedere de toamnă din punctul Vf. Ciocanului (sat Ciocanu)

- Vedere de toamnă din punctul Vf. Ciocanului (sat Ciocanu)Vf. Ciocanu sau Vf. Ciocanului (1227 m.d.M) este situat la intrarea în satul Ciocanu, dinspre Dâmbovicioara, vizibil de la DJ 730, pe partea dreaptă. Proeminența topografică a Vf. Ciocanului este de 49m. [16]
- Vf. Podurilor (1215 m.d.M) este situat în apropierea satului Ciocanu, spre Piatra Craiului. Proeminența topografică a sa este de 18m. Cea mai apropiată cabană montană este Cabana Brusturet situată la 1828m NV de vârf.[17]

## Turism
În comparație cu zonele Bran-Moeciu, turismul în satul Ciocanu este mai puțin dezvoltat, acesta nefiind neapărat un dezavantaj, ci mai degrabă o șansă de a păstra autenticitatea satului de altă dată, pajiștile și zonele sălbatice, cu toate că demografia satului este în declin pronunțat, iar majoritatea localnicilor sunt persoane peste 50 de ani.

### Trasee Montane
- Drumul Grănicerilor: La Pajura – Mormântul Florichii – Colțul Spărturilor – Curmatura Groapelor – Șirnea (marcaj: banda rosie, triunghi rosu, durata: 3 h) [18]
- Ciocanu - Curmătura Groapelor - La Table (dificultate medie, distanță 8,4KM, durată: 4,15H) [19]

### Trasee Ecoturistice
În anul 2016 au fost inaugurate de către Centrul de Ecologie Montană 9 trasee ecoturistice în zonă, numerotate de la T1 la T9.  Acestea sunt destul de lejere și se pot parcurge destul de ușor și alături de cei mici. 

## Scăderea populației

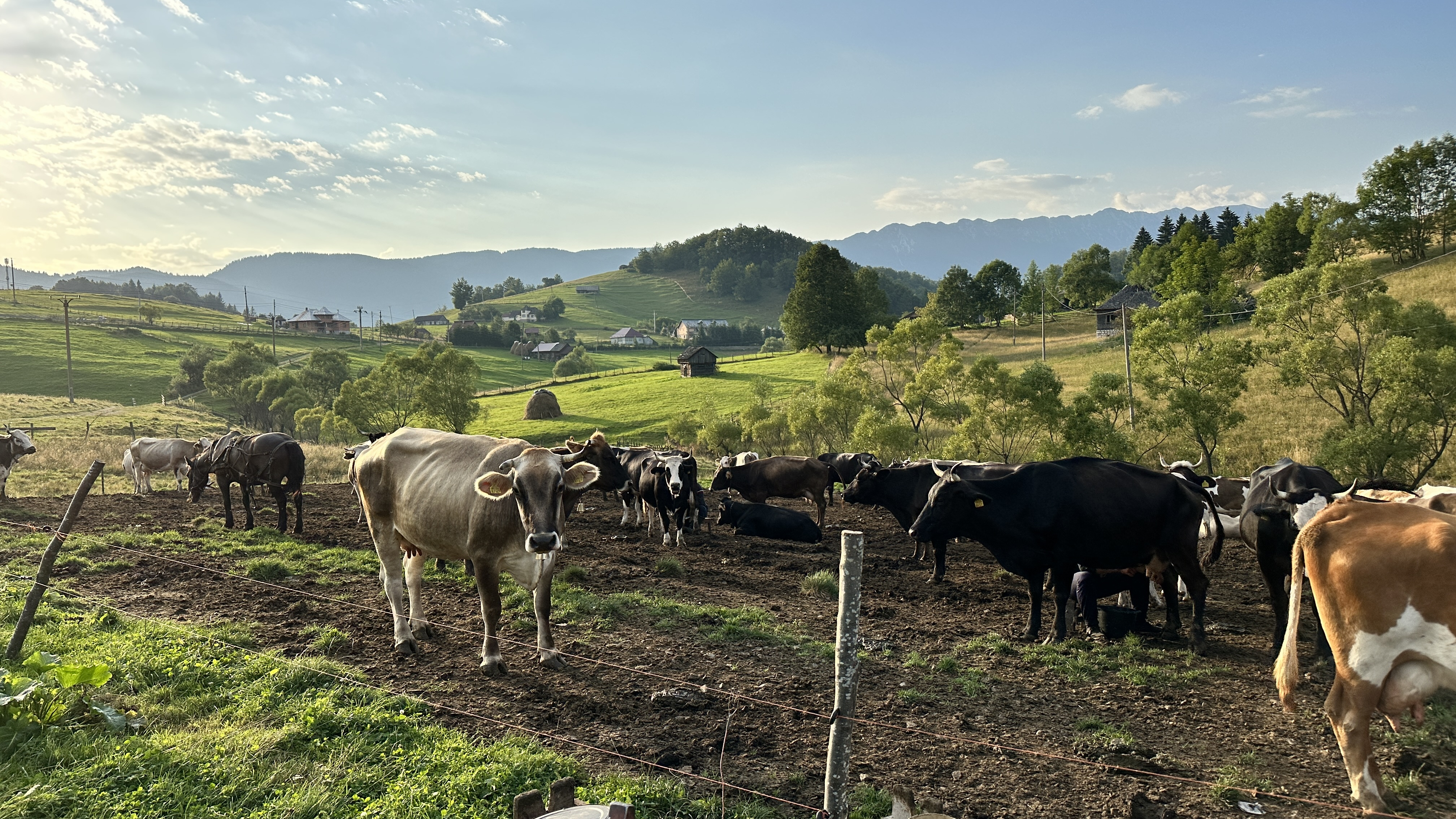
Creșterea animalelor și pășunatul în satul Ciocanu

În satul Ciocanu, din cele aproape optzeci de familii mai sunt doar șapte și câțiva bătrâni și bătrâne care își duc văduvia cât i-o mai ține viața. La câteva luni mai moare cineva. Dintre familii, doar patru-cinci mai sunt în puterea vârstei, iau în arendă fânețele de la moștenitori și cresc vite, în special vaci de lapte.
Persoanele în vârstă sunt descrise ca fiind active și independente, în ciuda vârstei înaintate. Vorba „oamenii mor de moarte bună” este utilizată de către locuitorii munților ca un mod de a descrie această situație.

## Degradarea vizuală
Satul Ciocanu se confruntă cu o degradare vizibilă a specificului local, cauzată în principal de absența unui plan urbanistic. Lipsa unor reglementări clare a permis apariția unor construcții noi care nu respectă arhitectura tradițională a zonei și nu se integrează armonios în peisajul rural. Dezvoltarea satului a devenit haotică, iar construcțiile ridicate fără criterii estetice sau funcționale duc la degradarea identității vizuale a satului. Această situație este întâlnită frecvent în zonele rurale atractive, unde presiunea pentru noi construcții nu este dublată de o gestiune urbană responsabilă, ceea ce afectează atât calitatea vieții, cât și potențialul turistic al regiunii.

## Satul Ciocanu în cinematografie
Ultima noapte de dragoste (1980), regia Sergiu Nicolaescu - a fost filmat pe teritoriul administrativ al comunei Dâmbovicioara, inclusiv în satul Ciocanu. Cele mai grele au fost scenele de luptă, pentru că Sergiu Nicolaescu le făcea foarte serios și erau niște explozii cutremurătoare. [...] Ce a avut Sergiu foarte special la acest film a fost că a respectat și locurile unde s-au întâmplat evenimentele istorice. Bariera și pichetul de grăniceri cu care începe filmul sunt chiar pe borna kilometrică dintre Imperiul Austro-Ungar și Regat. 
The world to come (2000), regia Mona Fasvolt - a fost turnat în satele Ciocanu și Dâmbovicioara. Au ales zona pentru „casele, cabanele cu stil tradițional și frumusețile de neegalat ale locuitorilor”. 